# Алверстон (Тасмания)
Алверстон (англ. Ulverstone) — портовый город на севере Тасмании (Австралия). Согласно переписи 2016 года, население Алверстона составляло 12 032 человек.

## География
Алверстон расположен в западной части северного побережья острова Тасмания, в устье реки Левен (River Leven), на берегу Бассова пролива, который отделяет Тасманию от континентальной Австралии. Река Левен разделяет Алверстон на две части — восточную (где находится центр города) и западную (West Ulverstone). Примерно в 5 км восточнее Алверстона в Бассов пролив впадает река Форт (Forth River).
Алверстон является административным центром района местного самоуправления Сентрал-Кост (англ. Central Coast Council).

## История

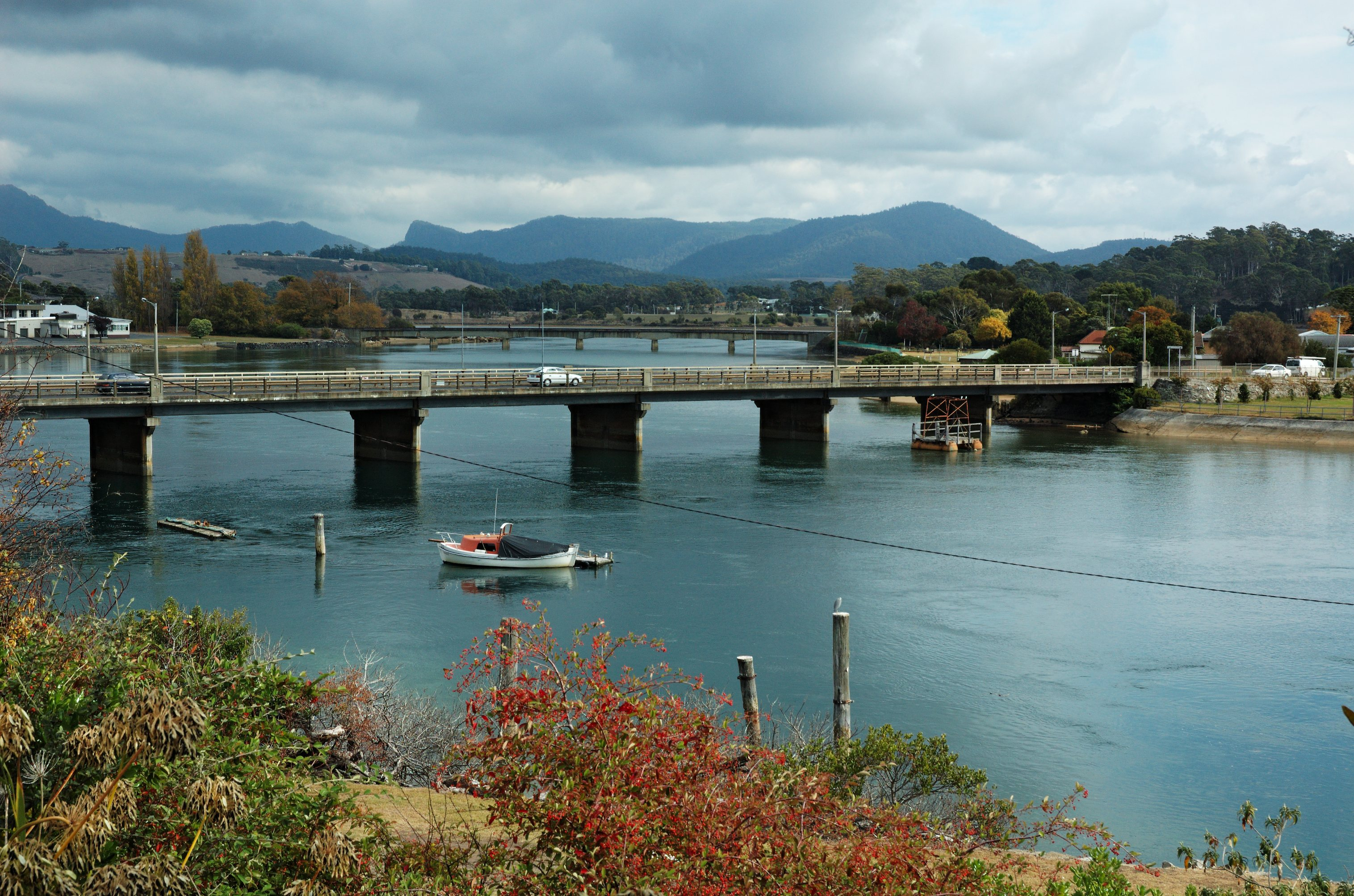
Мост через реку Левен в Алверстоне

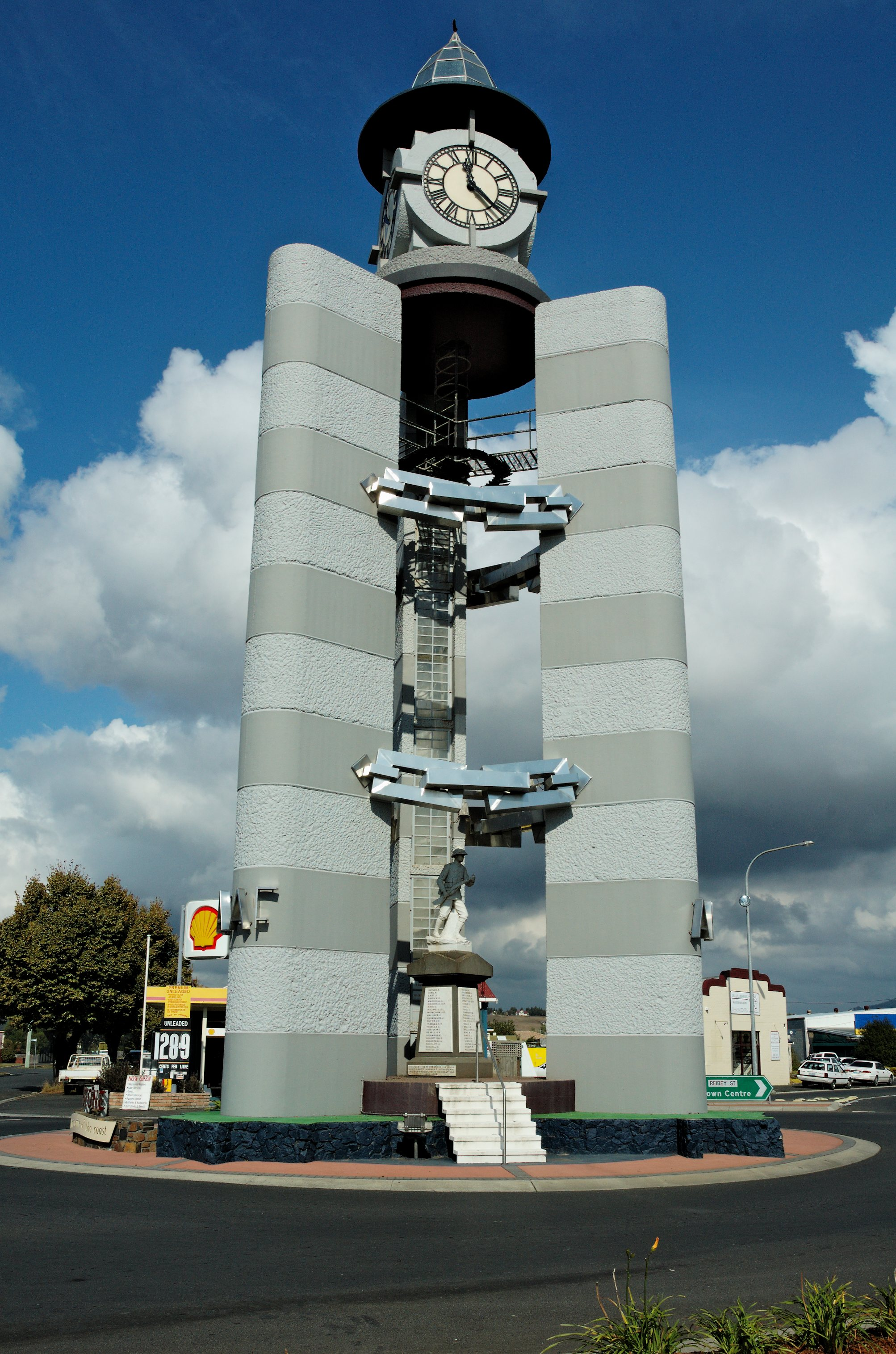
Монумент памяти в Алверстоне

Первые поселенцы европейского происхождения начали осваивать этот район с 1840-х годов. Активно развивалась промышленность, связанная с заготовкой древесины, а затем сельское хозяйство. Официальной датой основания Алверстона считается 1861 год, хотя первый акт покупки земли на этой территории датируется 1852 годом.
В 1890 году была построена железная дорога от Алверстона до Лонсестона, введение в строй которой способствовало развитию фермерских хозяйств и увеличению населения города.
В 1953—1954 годах на самом высоком месте Алверстона был построен Монумент памяти (англ. Shrine of Remembrance) в честь солдат, павших в Первой и Второй мировых войнах.

## Население
Согласно переписи населения 2016 года, население Алверстона составляло 12 032 человек, 47,9 % мужчин и 52,1 % женщин. Средний возраст жителей Алверстона составлял 47 лет.
| 1996 | 2001 | 2006 | 2011   | 2016   |
| ---- | ---- | ---- | ------ | ------ |
| 9792 | 9499 | 9760 | 12 110 | 12 032 |

Среди известных людей, родившихся или живших в Алверстоне — Джозеф Лайонс (1879—1939), десятый премьер-министр Австралии (в 1932—1939 годах) и премьер Тасмании (в 1923—1928 годах), который родился в Стэнли и провёл свои детские годы (с 5 до 12 лет) в Алверстоне, а также Ричард Фромберг (род. 1970), австралийский теннисист.

## Транспорт
Через Алверстон проходит автомобильная дорога   Басс-Хайвей (Bass Highway), соединяющая его с другими городами на северном побережье Тасмании — 19 км до Девонпорта, 29 км до Берни (на запад) и 121 км до Лонсестона (на восток).